# 施智
施智，山西清源人，明朝政治人物，举人出身。

## 生平
洪武十七年，山西乡试中举。后担任四川道監察御史。